# ESPN+
ESPN+ (pronunciato ESPN Plus) è un servizio a pagamento di video streaming OTT, sia in diretta che on demand, di eventi sportivi statunitense. È gestito da Disney Streaming, in collaborazione con ESPN Inc. (joint venture tra The Walt Disney Company e Hearst Communications).
È uno dei tre servizi di streaming in abbonamento di Disney presente negli Stati Uniti, insieme a Disney+ e Hulu, e opera utilizzando la tecnologia fornita dalla divisione Disney Streaming.
ESPN+ è un servizio complementare ai canali ESPN esistenti. Al 7 febbraio 2019 ESPN+ aveva raggiunto i 2 milioni di abbonati.

## Storia
Nell'agosto del 2016, la The Walt Disney Company ha annunciato che stava pianificando lo sviluppo di un servizio streaming attingendo principalmente dai diritti di proprietà della controllata ESPN.
Nell'agosto del 2017, Disney ha annunciato che prevedeva di lanciare il servizio nel 2018. In quel momento, Disney dichiarò che il nuovo servizio avrebbe attinto dai diritti sportivi di proprietà di ESPN, nonché dai contenuti di MLB, NHL e Major League Soccer. Durante la chiamata sugli utili del quarto trimestre della Disney, Iger ha rivelato che il servizio sarebbe stato conosciuto come ESPN+. Il 2 aprile 2018, ESPN annuncia che ESPN+ sarebbe stato lanciato il 12 dello stesso mese.
Il 6 agosto del 2019, Disney ha annunciato un bundle che comprende ESPN+, Disney+ e Hulu in un unico abbonamento. il bundle è stato distribuito ufficialmente il 12 novembre 2019, giorno del lancio di Disney+. Nell'ottobre 2019, ESPN+ ha iniziato a far precedere i contenuti on-demand del servizio da delle pubblicità.
Il 10 maggio 2023, la Disney ha annunciato l'intenzione di combinare ESPN+, Disney+ e Hulu in un'unica app entro la fine dell'anno. Inizialmente gli abbonamenti rimarranno separati.